# Holzezus compactus
Holzezus compactus är en insektsart som beskrevs av Krivokhatsky 1992. Holzezus compactus ingår i släktet Holzezus och familjen myrlejonsländor. Inga underarter finns listade i Catalogue of Life.